# Lee Marrs
Lee Marrs est une auteure de comics ayant surtout produit des séries underground.

## Biographie
Lee Marrs commence sa carrière de dessinatrice de comics dans les années 1960 en tant qu'assistante sur les strips de Little Orphan Annie et Hi & Lois. Dans les années 1970 elle préfère se consacrer aux comics underground tout d'abord en créant une société de distribution nommée Alternative Features Service puis en dessinant le comix Pudge, Girl Blimp. En 1972, elle participe avec Trina Robbins et plusieurs autres artistes féminines au groupe Wimmen's Comix Collective qui publie le comics Wimmen's Comix réalisé seulement par des femmes. En 1982, elle reçoit un des prix Inkpot remis cette année-là au Comic-Con.

## Œuvres
- The Further Fattening Adventures of Pudge, Girl Blimp (1973-77)
- The Compleat Fart and Other Body Omissions (1976)
- Do You Love Cockroaches? (1981)
- Inside Autodesk Animator (1990)
- Viking Glory: The Viking Prince (1991)
- Faultlines (1997)
- Participation à : Diane Noomin et collectif, Drawing Power: Women's stories of sexual violence, harassment and survival, Abrams Books, 2019 (ISBN 9781419736193), prix Eisner de la meilleure anthologie 2020[4]
  - traduit en français par Samuel Todd sous le titre Balance ta bulle : 62 dessinatrices témoignent du harcèlement et de la violence sexuelle, Massot Éditions, 2020  (ISBN 978-2380352283)